# Молен-сюр-Об
Моле́н-сюр-Об (фр. Molins-sur-Aube) — коммуна во Франции, находится в регионе Шампань — Арденны. Департамент — Об. Входит в состав кантона Бриен-ле-Шато. Округ коммуны — Бар-сюр-Об.
Код INSEE коммуны — 10243.
Коммуна расположена приблизительно в 160 км к востоку от Парижа, в 60 км южнее Шалон-ан-Шампани, в 28 км к северо-востоку от Труа.

## Население
Население коммуны на 2008 год составляло 114 человек.
| 1962 | 1968 | 1975 | 1982 | 1990 | 1999 | 2008 |
| ---- | ---- | ---- | ---- | ---- | ---- | ---- |
| 86   | 104  | 85   | 70   | 96   | 85   | 114  |

## Экономика

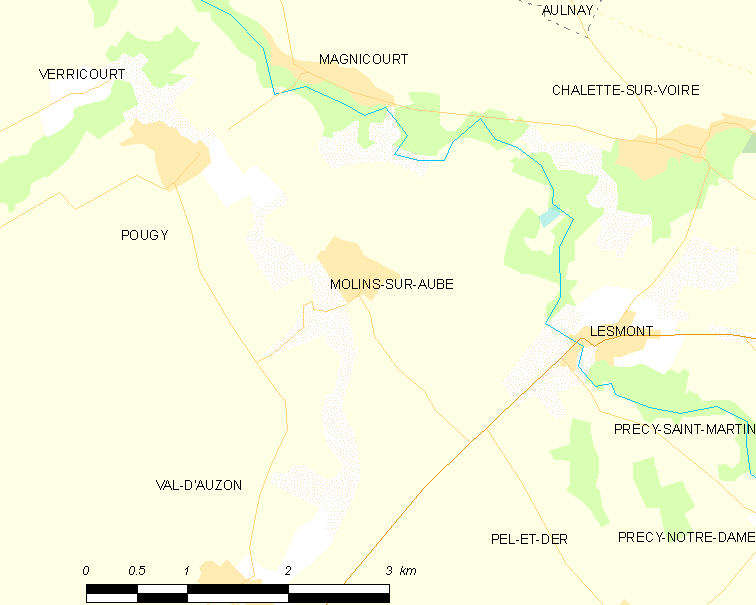
Карта коммуны

В 2007 году среди 59 человек в трудоспособном возрасте (15—64 лет) 46 были экономически активными, 13 — неактивными (показатель активности — 78,0 %, в 1999 году было 85,7 %). Из 46 активных работали 37 человек (22 мужчины и 15 женщин), безработных было 9 (2 мужчины и 7 женщин). Среди 13 неактивных 1 человек был учеником или студентом, 6 — пенсионерами, 6 были неактивными по другим причинам.

## Достопримечательности
- Церковь XVI века. Памятник истории с 1926 года[3]